# Golden Axe
Golden Axe (literalmente, "Hacha dorada", en inglés; aunque el título no fue traducido jamás al español) es un videojuego creado por la compañía SEGA en 1989. El juego se desarrolló originalmente para ser ejecutado en la placa arcade System 16, aunque también gozó de versiones en la Master System, Mega Drive y otras videoconsolas en 1990, así como ordenadores de 16 y 8 bits.
El juego volvió a ser distribuido digitalmente para Xbox 360 y PlayStation 3 el año 2007 y el 2011, respectivamente, añadiendo como novedades funciones en línea.
El juego original permite jugar en modo de un jugador o dos jugadores.

## Género
Golden Axe pertenece al género beat'em up y hack and slash, muy popularizado en la segunda mitad de los 80 y primera de los 90 en el ámbito de las recreativas y consolas domésticas. Junto con su estética o ambientación de fantasía épica medievalesca, contiene algunos elementos que, si bien recuerdan ligeramente al rol, su género no es tal, puesto que es lineal, hay poca complejidad del elemento narrativo, y no hay verdaderas "opciones" en cuanto al desarrollo de la aventura, no existe menú de inventario, posibilidad de ir a distintos lugares, factor de investigación, ni evolución en las habilidades o estadísticas de los personajes. Es un juego de acción, típicamente arcade, en el que el objetivo es luchar con la espada y usar habilidades mágicas muy elementales, basadas en la recolección de pócimas o vasijas, de cuyo mayor o menor número depende el que, al activar la opción de magia, usemos un hechizo de mayor o menor potencia y envergadura, incrementando, de esta forma, de manera proporcional, el daño que causaremos a los enemigos presentes en pantalla.